# Martín Landajo
Martín Landajo (Buenos Aires, 14 giugno 1988) è un rugbista a 15 argentino  che gioca nel ruolo di mediano di mischia con gli Harlequins in English Premiership.

## Biografia
Divenuto internazionale l'8 novembre 2008 affrontando il Cile con la nazionale argentina, a livello di club Landajo cominciò a disputare nel 2010 il torneo de la URBA militando nel Club Atlético de San Isidro; con i Pampas XV ebbe pure l'opportunità di disputare la Vodacom Cup.
Nel 2013 fu convocato nei Barbarians per affrontare un XV delle Figi, mentre due anni dopo fece parte della selezione argentina che arrivò quarta alla Coppa del Mondo 2015.
Nel 2016 entrò a far parte della neonata franchigia argentina dei Jaguares impegnata nel Super Rugby. Divenne l'autore della prima storica meta realizzata dalla sua formazione in questa competizione, realizzandone complessivamente due nell'incontro inaugurale vinto 34-33 contro i Cheetahs in trasferta.

## Palmarès
- Premiership: 1
Harlequins: 2020-21